# Gruppe 47
Gruppe 47 var navnet på en gruppe af tysksprogede forfattere, der samledes to gange årligt fra slutningen af 2. verdenskrig for at diskutere og kritisere hinandens værker. Formålet var at fremme efterkrigslitteraturen samt at oplyse og opdrage befolkningen til demokrati.
Gruppens historie går tilbage til 1946, hvor Alfred Andersch og Hans Werner Richter udgav tidsskriftet Der Ruf i München. Tidsskriftet var siden 1945 udkommet under censur, og blev forbudt af den amerikanske militærregering i 1947, men udkom igen i 1948. I juli 1947 mødtes bl.a. tidligere skribenter for Der Ruf og besluttede sig for at etablere et nyt litterært tidsskrift under navnet Der Skorpion. De besluttede også at mødes regelmæssigt for at læse hinandens manuskripter igennem og kritisere dem. Første møde blev holdt i september samme år, og gruppen blev af Hans Georg Brenner døbt Gruppe 47. Hans Werner Richter blev anset som gruppens grundlægger, idet han havde indkaldt kredsen af forfattere. Han ledte også møderne, og bestemte i starten hvem der skulle inviteres. Senere kom deltagerne med forslag.
Frem til 1960'erne dominerede gruppen den vesttyske litteratur. Det sidste møde i gruppen fandt sted i 1967, men først ved afskedsmødet i Saulgau i 1977 blev gruppen formelt opløst. Årsagen til sammenbruddet var politiske meningsforskelle.

## Medlemmer
- Ilse Aichinger
- Carl Amery
- Alfred Andersch
- Ingeborg Bachmann
- Jürgen Becker
- Peter Bichsel
- Johannes Bobrowski
- Heinrich Böll
- Nicolas Born
- Paul Celan
- Friedrich Christian Delius
- Günter Eich
- Hans Magnus Enzensberger
- Hubert Fichte
- Erich Fried
- Heinz Friedrich
- Günter Grass
- Walter Maria Guggenheimer
- Peter Handke
- Helmut Heißenbüttel
- Wolfgang Hildesheimer
- Gustav René Hocke
- Walter Höllerer
- Walter Jens
- Uwe Johnson
- Joachim Kaiser
- Hellmuth Karasek
- Erich Kästner
- Alexander Kluge
- Wolfgang Koeppen
- Walter Kolbenhoff
- Barbara König
- Karl Krolow
- Siegfried Lenz
- Reinhard Lettau
- Jakov Lind
- Hans Mayer
- Ivan Nagel
- Rüdiger Proske
- Fritz J. Raddatz
- Marcel Reich-Ranicki
- Ruth Rehmann
- Hans Werner Richter
- Toni Richter
- Klaus Roehler
- Peter Rühmkorf
- Hans Sahl
- Franz-Joseph Schneider
- Ilse Schneider-Lengyel
- Wolfdietrich Schnurre
- Martin Walser
- Peter Weiss
- Dieter Wellershoff
- Wolfgang Weyrauch
- Ror Wolf